# Siegel der Maadana

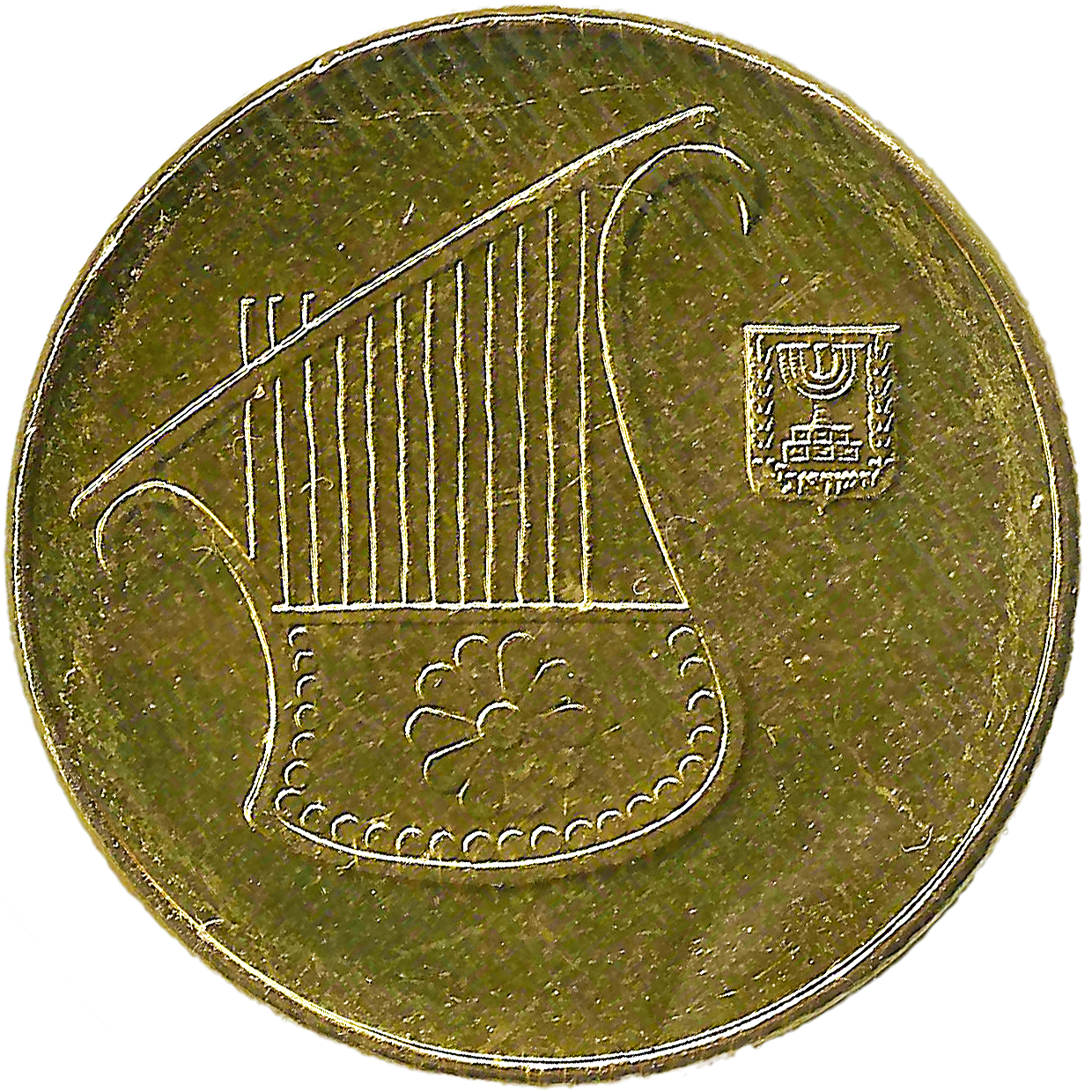
NIS-Halbschekel mit Motiv (angeblich die Leier Kinnor) vom Siegel der Maadana

Das Siegel der Maadana ist ein Artefakt, das heutzutage von verschiedenen Forschern für eine moderne Fälschung gehalten wird.
Das darauf dargestellte Saiteninstrument wurde gerne mit der Leier des biblischen Königs David in Verbindung gebracht, was zu einer großen Beliebtheit des Siegels und 1985 zu seiner Benutzung als Vorlage für die Gestaltung der modernen Halbschekel-Münze führte.
Die Provenienz des Stücks ist unbekannt; angeblich wurde es in Jerusalem gefunden. Es wurde von Nahman Avigad in das 7. Jahrhundert v. Chr. datiert. Der Inschrift zufolge war Maadana Tochter eines Königs, der dem Fundort zufolge in Jerusalem residierte, also eine Person der Bibel war, und bis auf die ovale Form des Abdrucks ist dieses Stempelsiegel in jeder Beziehung einzigartig.

## Museale Präsentation und Zweifel an Authentizität
Reuben Hecht, ein Sammler aus Haifa, hatte es auf dem Antikenmarkt erworben und, nachdem es von Nahman Avigad authentifiziert worden war, 1980 dem Israel Museum geschenkt.
Bis 1993 war das Siegel der Maadana ein hervorragendes Stück der archäologischen Ausstellung (Inventarnummer IMJ 80.16.57) und wurde dann magaziniert. Das Israel Museum reagierte damit auf einen kritischen Artikel, der am 23. Juli 1993 in der Jerusalemer Lokalzeitung Iton Yerushalaim erschienen war.
Seit Herbst 2015 wird das Maadana-Siegel wieder der Öffentlichkeit präsentiert, allerdings im Hecht Museum Haifa. Das Museum gibt dazu folgende Information: „Vor etwa dreißig Jahren begannen Forscher verschiedener Fachrichtungen, die Authentizität des Siegels in Frage zu stellen.“.

## Beschreibung
Das Artefakt ist hervorragend gearbeitet und perfekt erhalten, besteht aus braunem Jaspis, hat eine skaraboide Form und die Abmessungen 1,3 cm × 1 cm × 0,6 cm. Außerdem ist es der Länge nach durchbohrt.

### Motiv
Das Motiv nimmt die obere Hälfte der ovalen Prägeplatte ein. Es besteht in einem Saiteninstrument (möglicherweise ein Kinnor) des asymmetrischen Typs: von einem mit einer Rosette dekorierten Korpus, dessen Rand außerdem durch eine Reihe von Punkten verziert ist, gehen zwei ungleich lange, elegant geschwungene Arme aus, die durch ein Querholz verbunden sind. Der Kinnor ist mit zwölf Saiten bespannt.
Die Darstellung ist eine ungewöhnliche Kombination von Detailfreude (zwölf Saiten, Rosette, Punkte) und Abstraktion (Saiten enden oberhalb des Schallkörpers, Konstruktion des Instruments). Schwer zu entscheiden ist, ob die Vorder- oder die Rückseite des Instruments abgebildet wurde.

### Inschrift
Die zweizeilige paläohebräische Inschrift lautet: למעדנה בת המלך „Maadana [gehörig], der Tochter des Königs.“ Maadana wäre damit die Tochter eines Königs von Juda, der aber ungenannt bleibt. Das Motiv der Rosette deutet vielleicht auf König Joschija oder einen seiner Nachfolger hin.
Dass eine Prinzessin ein eigenes Siegel besaß, war singulär; ebenfalls ungewöhnlich, aber ansprechend war die von Avigad geäußerte Vermutung, dass Maadana ein Musikinstrument als Motiv wählte, weil sie es selbst spielte.
Der Name Maadana ist sonst nicht bezeugt, aber wurzelverwandt mit den beliebten israelischen Frauennamen Edna und Adina. Die Wurzel עדן ‘dn, von der z. B. auch der Name des Paradieses, Garten Eden, abgeleitet ist, bedeutet „eine Wonne sein“. „Etymologisch liegt vermutlich eine gemeinwestsemitische Basis ‛dn zu Grunde, die sich mit den Aspekten Üppigkeit und Wohlleben verbindet.“

## Rezeption
Im Jahr 1985 ersetze die Israelische Zentralbank die Landeswährung Schekel wegen der hohen Inflation durch die Neuen Israelischen Schekel (NIS). Für den Avers der neuen Halbschekelmünzen wurde als Motiv das Saiteninstrument auf dem Siegel der Maadana gewählt. Das Design schuf Nathan Karp; Ausgabetag war der 4. September 1985.

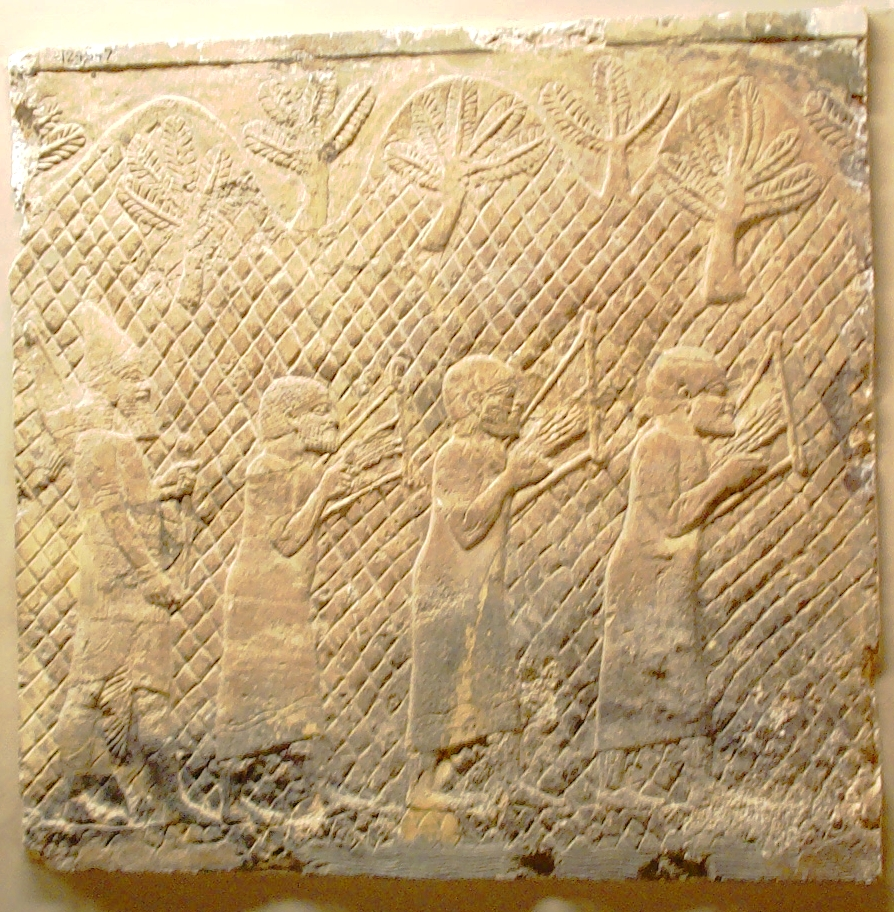
Die authentische Form des Kinnor zeigt ein Relief aus Ninive: Einwohner der judäischen Stadt Lachisch werden im Jahr 701 v. Chr. in die Deportation geführt und müssen dazu auf dem Kinnor spielen (British Museum)

## Zweifel an der Echtheit
Bathja Bayer, Musikwissenschaftlerin an der Hebräischen Universität und Expertin für antike Musikinstrumente, bezweifelte die Authentizität des Siegels, gleich nachdem es 1978 durch Avigads Publikation bekannt geworden war:
- Die Konstruktion des Instruments ist instabil.
- Flavius Josephus schrieb, das Saiteninstrument νάβλα, nábla (zu deutsch: Nevel), habe zwölf Saiten gehabt. Aber Josephus lebte sieben Jahrhunderte nach Maadana, und aus der Zeit Maadanas (oder früher) sind zwölfsaitige Instrumente nicht bekannt.
- Die Darstellung eines Musikinstruments ohne eine musizierende Person ist für das 7. Jahrhundert v. Chr. ebenfalls singulär. Musikinstrumente als selbständige Motive sind erst seit hellenistischer Zeit bekannt.
- Dass eine Königstochter sich als Musikerin identifiziert habe, sei anachronistisch.

Nahman Avigad ging auf Bayers Anfragen nicht ein, und da die israelische Zentralbank, auf Avigads Expertise vertrauend, Münzen mit dem Motiv des Maadana-Kinnor in großer Zahl prägte, schien es Bathja Bayer besser, ihre Kritik zurückzustellen.
Joachim Braun fügte folgende Beobachtungen hinzu:
- Asymmetrische Leiern mit gerundetem Korpus sind, abgesehen vom Maadana-Siegel, nicht bekannt;
- Das zentrale Schmuckmotiv der Rosette ist in dieser Form erst seit dem Mittelalter an Zithern belegt;
- Die Zwölfzahl der Saiten war dem Graveur offenbar wichtig, aber er lässt einige über das Querholz hinausragen, die kürzeste setzt am Arm des Instruments an, und die Saiten füllen den gesamten Raum zwischen den beiden Armen.
- „Der Siegelabdruck zeigt ... ein Instrument, das den zeitgenössischen Spielpraktiken widerspricht: Halten des Instruments mit der Linken, Zupfen mit der Rechten, während der kurze Arm des Instruments dem Spieler zwecks senkrechter und der oberen Seite zwecks waagrechter Haltung zugekehrt ist.“[12]

Braun hielt deshalb eine „Neuüberprüfung der Echtheit dieser Leierdarstellung für nötig.“
Christopher A. Rollston untersuchte zahlreiche eisenzeitliche Siegel und das Maadana-Siegel unter dem Mikroskop und stellte fest, dass die Gravurtechnik und das zum Gravieren benutzte Instrument im Fall des Maadana-Siegels deutlich abwich. Er beurteilte es deshalb als moderne Fälschung.

## Fazit
Da der Händler, von dem Reuven Hecht das Siegel der Maadana erworben hatte, nicht mehr feststellbar ist, kann es nicht in eine Fälscherwerkstatt zurückverfolgt werden. Aber die Bedenken gegen die Echtheit sind gewachsen und führten in der Fachliteratur zu einem Abrücken von diesem Siegel, so dass es beispielsweise von Jeremy Montagu nicht herangezogen wird zur Rekonstruktion des eisenzeitlichen Musikinstruments Kinnor: „Eine der bekanntesten Abbildungen der alten israelitischen Lyra ist die auf der aktuellen Halbschekel-Münze Israels, doch die Quelle dieser Abbildung ... ist von sehr zweifelhafter Authentizität. Eine ältere israelische Münze von etwa 1970 kopiert einen viel glaubhafteren Kinnor, dessen Quelle eine Bar-Kochba-Münze von etwa 130 n. Chr. ist.“